# 江豆町ブリトビラロマンSF
『江豆町ブリトビラロマンSF』（えずまちぶりとびらろまんえすえふ）は小田扉による日本の漫画。「ブリトビラロマン」のタイトルで「QuickJapan」（太田出版）2002年から連載され、2004年に単行本化された。2016年には、描きおろし数頁を加えた『完全版』が刊行されている。

## 概要
日本の何処かの、海沿いに面した場所にある「江豆町」での不可解な「日常」を独特な視点で描く。なお、本作品には主人公や明確なストーリーは示されておらず、伏線めいたモノローグやキャラクターの相互関係は示されるものの、物語の全容は読者の想像に委ねられている。

## 江豆町
海に面しており、交通機関がある程度充実している。また、東京タワーのような外観の「江豆タワー」や「水族館」が存在するものの、観光地でも物流の拠点でもないのに何故これほど発展してるのかは「謎」とされている。
町の中央には「犬像」という石像が存在し、他にも犬ビール、犬サブレと言った名産品があるが、どれも美味ではない。
南太平洋にかつてあった「マル王国」と友好関係を結んでいたが、現在、王国のかつての王子は唯一の囚人として町の刑務所に収監されている。
一見ごく普通の日本の都市に見えるが独自の奇妙な行事、習慣、信仰が数多く存在しており、しばしば来訪者を困惑させている。

## 登場人物
新聞記者
約40年前に世間を賑わせ江豆町で失踪したとされる「狼少年」を調査するため、東京から来訪した男性。その際に町に伝わる奇妙な祭を体験し、江豆町そのものに興味を持つようになる。町人からの呼び名は「記者さん」。
ストーリーテラーを担っているため、強いて言えば主人公の存在しないこの漫画の、表の主人公だと言える。
斉藤道夫
おせっかい焼きな18歳の青年で、裏の主人公。
甘木老人との偶然の出会いが、彼の人生をあまりに劇的なものに変え、ひいてはこの作品そのものを牽引する役目を担わせることになる。
甘木太郎
江豆町に住む偏屈な老人。不幸な生い立ちを持ち、他人からの評判も良くなかったが、死を目前に迎え、自身の人生を振り返るきっかけに出会う。
娘によると、10年前に突然温厚な性格に変化したと言う。
橋田良子
甘木老人の娘。10年前に老人に起きた変化に気づきながらも、その原因を知るには至らなかった。
少女時代はオカルトに興味を持ち、その趣味から現代に伝わる江豆町の祭の礎が完成された。
坂井先生
江豆第一小学校3年3組を担任する女性教師。この漫画のヒロインと位置づけることができる、重要な存在。
優しく、生徒や同僚からの評判も良い。
坂井先生の同僚
坂井先生に幽かな恋心を寄せているらしい、強面の男性教師。生徒からの人気はあるものの、声が大きいため嫌がられることもある。
ジャージを着込み、竹刀を持って校門の前に立つ姿が見られる。
蒸山大二郎
坂井先生が入院した際に、代行として赴任した新人教師。熱血ではあるが、それゆえに当初生徒には怖がられがちだった。
記者さんの甥で、不可思議な慣習のある江豆町に最初は戸惑いながらも、徐々に打ち解けるようになる。
船長
坂井先生の生徒、岡田君の友達。作品中、一番謎に包まれた人物とも言える。
森山氏
江豆町の郷土研究家。
元々は他方の人間だが、なぜか町に魅せられ移住。記者さんに町の文化を教える重要な役。
高木
江豆町役場の役人。昭和中期から徐々に縮小化した江豆電鉄の廃線跡を撤去し、都市部との交通を利便化する計画を任されている。
甘木老人と、江豆町に過去存在したと言うスポーツとの出会いから、町への思いを深めていく。
顔のしわや白髪から40～50代と思われるが、未だ独身。
上沼紀江
高木と婚約していたと思われる女性。この作品の第2のヒロイン。
ある事情から自身の女としての価値を低いとし、高木のいる町から離れようとしている。
松江君
甘木化学工場に勤める16歳の青年。
父親が通り魔事件の犯人として今も収容されており、学生時代の友人からも冷たい目を向けられている。
自身の将来を悲観していたが、あるきっかけから「離れていく人間を引きとめる町の意思」に触れる。
あいつ
江豆町に存在していた人物。命がけで人命を救うため、本来は小さいものである「親切」のボーダーラインを、少しずつ底上げした。

## 単行本
- 小田扉 『江豆町―ブリトビラロマンSF』 太田出版、ISBN 978-4-87-233856-0
- 小田扉 『完全版 江豆町―ブリトビラロマンSF』 太田出版、ISBN 978-4-77-832270-0